# Campionati del mondo di atletica leggera 2023 - Getto del peso femminile
La gara di getto del peso femminile dei campionati del mondo di atletica leggera 2023 si è svolta il 26 agosto 2023 al Centro nazionale di atletica leggera di Budapest, in Ungheria.

## Podio
| Pos.    | Atleta       | Nazionalità | Tempo   |
| ------- | ------------ | ----------- | ------- |
| Oro     | Chase Ealey  | Stati Uniti | 20,43 m |
| Argento | Sarah Mitton | Canada      | 20,08 m |
| Bronzo  | Lijiao Gong  | Cina        | 19,69 m |

## Situazione pre-gara

### Record
Prima di questa competizione, il record del mondo (RM) e il record dei campionati (RC) erano i seguenti.
| Record                | Prestazione | Atleta                              | Data                                  | Competizione  |
| --------------------- | ----------- | ----------------------------------- | ------------------------------------- | ------------- |
| Record mondiale       | 22,63 m     | Natalya Lisovskaya Unione Sovietica | 7 giugno 1987 Mosca, Unione Sovietica |               |
| Record europeo        | 22,63 m     | Natalya Lisovskaya Unione Sovietica | 7 giugno 1987 Mosca, Unione Sovietica |               |
| Record dei campionati | 21,24 m     | Natalia Lisovskaya Unione Sovietica | 5 settembre 1987 Roma, Italia         | Mondiali 1987 |
| Record dei campionati | 21,24 m     | Valerie Adams Nuova Zelanda         | 29 agosto 2011 Taegu, Corea del Sud   | Mondiali 2011 |

### Campionesse in carica
Le campionesse in carica a livello mondiale e olimpico erano:
| Campionessa | Atleta                  | Prestazione | Data                                         | Competizione         |
| ----------- | ----------------------- | ----------- | -------------------------------------------- | -------------------- |
| Olimpica    | Lijiao Gong Cina        | 20,58 m     | 1º agosto 2021 Tokyo, Giappone               | Giochi olimpici 2021 |
| Mondiale    | Chase Ealey Stati Uniti | 20,49 m     | 16 luglio 2022 Eugene, Stati Uniti d'America | Mondiali 2022        |

### La stagione
Prima di questa gara, le atlete con le migliori tre prestazioni dell'anno erano:
| Pos. | Atleta                  | Prestazione | Data                                              |
| ---- | ----------------------- | ----------- | ------------------------------------------------- |
| 1    | Maggie Ewen Stati Uniti | 20,45 m     | 27 maggio 2023 Los Angeles, Stati Uniti d'America |
| 2    | Chase Ealey Stati Uniti | 20,06 m     | 20 maggio 2023 Halle, Germania                    |
| 3    | Lijiao Gong Cina        | 20,06 m     | 28 giugno 2023 Shenyang, Cina                     |

## Risultati

### Qualificazioni
Le qualificazioni si sono disputate a partire dalle 10:25 del 26 agosto. Accedono alla finale le atlete di ogni Gruppo che raggiungono la misura di 19,10 m (Q) o almeno le 12 migliori performance (q).

#### Gruppo A
| Pos | Atleta                   | Nazionalità   | 1ª prova | 2ª prova | 3ª prova | Risultato | Note |
| --- | ------------------------ | ------------- | -------- | -------- | -------- | --------- | ---- |
| 1   | Jessica Schilder         | Paesi Bassi   | 19,64 m  | -        | -        | 19,64 m   | Q    |
| 2   | Maggie Ewen              | Stati Uniti   | 19,42 m  | -        | -        | 19,42 m   | Q    |
| 3   | Sarah Mitton             | Canada        | 19,37 m  | -        | -        | 19,37 m   | Q    |
| 4   | Danniel Thomas-Dodd      | Giamaica      | 17,75 m  | 18,77 m  | 19,36 m  | 19,36 m   | Q    |
| 5   | Sara Gambetta            | Germania      | 18,70 m  | 18,29 m  | 18,39 m  | 18,70 m   | q    |
| 6   | Song Jiayuan             | Cina          | 18,40 m  | 18,54 m  | 18,64 m  | 18,64 m   | q    |
| 7   | Axelina Johansson        | Svezia        | 18,57 m  | x        | x        | 18,57 m   |      |
| 8   | Jessica Inchude          | Portogallo    | 17,74 m  | x        | 18,16 m  | 18,16 m   |      |
| 9   | Alida van Daalen         | Paesi Bassi   | 16,95 m  | 17,93 m  | 17,58 m  | 17,93 m   |      |
| 10  | Anita Márton             | Ungheria      | 16,69 m  | 17,67 m  | 17,85 m  | 17,85 m   |      |
| 11  | Dimitriana Bezede        | Moldavia      | 16,85 m  | 17,69 m  | x        | 17,69 m   |      |
| 12  | Adelaide Aquilla         | Stati Uniti   | 17,42 m  | 17,14 m  | 17,29 m  | 17,42 m   |      |
| 13  | Ana Caroline Silva       | Brasile       | x        | 16,63 m  | 17,18 m  | 17,18 m   |      |
| 14  | Erna Sóley Gunnarsdóttir | Islanda       | 16,68 m  | 15,73 m  | 16,07 m  | 16,68 m   |      |
| 15  | Eveliina Rouvali         | Finlandia     | 16,36 m  | 16,43 m  | 16,61 m  | 16,61 m   |      |
| 16  | Senja Mäkitörmä          | Finlandia     | 16,27 m  | 16,21 m  | 16,19 m  | 16,27 m   |      |
| 17  | Yusun Jeong              | Corea del Sud | x        | 14,84 m  | 15,56 m  | 15,56 m   |      |

#### Gruppo B
| Pos | Atleta                | Nazionalità   | 1ª prova | 2ª prova | 3ª prova | Risultato | Note                                     |
| --- | --------------------- | ------------- | -------- | -------- | -------- | --------- | ---------------------------------------- |
| 1   | Auriol Dongmo         | Portogallo    | 19,59 m  | -        | -        | 19,59 m   | Q                                        |
| 2   | Yemisi Ogunleye       | Germania      | 19,44 m  | -        | -        | 19,44 m   | Q                                        |
| 3   | Chase Ealey           | Stati Uniti   | 19,27 m  | -        | -        | 19,27 m   | Q                                        |
| 4   | Lijiao Gong           | Cina          | 19,16 m  | -        | -        | 19,16 m   | Q                                        |
| 5   | Jorinde van Klinken   | Paesi Bassi   | 18,66 m  | 17,68 m  | 18,19 m  | 18,66 m   | q                                        |
| 6   | Maddison-Lee Wesche   | Nuova Zelanda | 18,59 m  | 18,10 m  | 17,93 m  | 18,59 m   | q                                        |
| 7   | Fanny Roos            | Svezia        | 17,82 m  | 18,41 m  | x        | 18,41 m   |                                          |
| 8   | Julia Ritter          | Germania      | 17,40 m  | 18,41 m  | 17,34 m  | 18,41 m   | Miglior prestazione personale stagionale |
| 9   | Linru Zhang           | Cina          | 17,46 m  | 17,62 m  | 18,08 m  | 18,08 m   |                                          |
| 10  | Sara Lennman          | Svezia        | 18,05 m  | 17,44 m  | 17,71 m  | 18,05 m   |                                          |
| 11  | Eliana Bandeira       | Portogallo    | x        | x        | 17,79 m  | 17,79 m   |                                          |
| 12  | Klaudia Kardasz       | Polonia       | 17,27 m  | x        | x        | 17,27 m   |                                          |
| 13  | Jalani Davis          | Stati Uniti   | x        | 16,93 m  | x        | 16,93 m   |                                          |
| 14  | Livia Avancini        | Brasile       | 16,62 m  | x        | 16,26 m  | 16,62 m   |                                          |
| 15  | Ivana Xennia Gallardo | Cile          | 16,55 m  | x        | x        | 16,55 m   |                                          |
| 16  | Ischke Senekal        | Sudafrica     | 14,96 m  | 16,20 m  | 14,89 m  | 16,20 m   |                                          |
| 17  | Emilia Kangas         | Finlandia     | 15,94 m  | x        | x        | 15,94 m   |                                          |
| -   | Grace Tennant         | Canada        | x        | x        | x        | nm        |                                          |

### Finale
La finale si è disputata alle 20:17 (ora locale di Budapest) del 26 agosto.
| Pos     | Atleta              | Nazionalità   | 1ª prova | 2ª prova | 3ª prova | 4ª prova | 5ª prova | 6ª prova | Risultato | Note                                     |
| ------- | ------------------- | ------------- | -------- | -------- | -------- | -------- | -------- | -------- | --------- | ---------------------------------------- |
| Oro     | Chase Ealey         | Stati Uniti   | 20,35 m  | 19,71 m  | x        | 20,04 m  | 20,43 m  | x        | 20,43 m   | Miglior prestazione personale stagionale |
| Argento | Sarah Mitton        | Canada        | 19,17 m  | 19,27 m  | 19,90 m  | 19,30 m  | 20,08 m  | x        | 20,08 m   | Miglior prestazione personale stagionale |
| Bronzo  | Lijiao Gong         | Cina          | 18,89 m  | 19,37 m  | x        | 19,69 m  | 19,67 m  | 19,35 m  | 19,69 m   |                                          |
| 4       | Auriol Dongmo       | Portogallo    | 18,79 m  | 19,63 m  | x        | 19,69 m  | 19,55 m  | x        | 19,69 m   |                                          |
| 5       | Danniel Thomas-Dodd | Giamaica      | 19,38 m  | 19,33 m  | 19,59 m  | x        | 18,61 m  | 18,98 m  | 19,59 m   |                                          |
| 6       | Maggie Ewen         | Stati Uniti   | 19,51 m  | 19,21 m  | 18,65 m  | x        | 19,27 m  | 19,49 m  | 19,51 m   |                                          |
| 7       | Maddison-Lee Wesche | Nuova Zelanda | 18,81 m  | x        | 19,47 m  | 19,41 m  | 19,51 m  | x        | 19,51 m   | Miglior prestazione personale            |
| 8       | Jessica Schilder    | Paesi Bassi   | 18,25 m  | 19,13 m  | 19,26 m  | x        | x        | 18,14 m  | 19,26 m   |                                          |
| 9       | Jorinde van Klinken | Paesi Bassi   | 19,05 m  | 18,45 m  | x        |          |          |          | 19,05 m   |                                          |
| 10      | Yemisi Ogunleye     | Germania      | x        | 18,97 m  | x        |          |          |          | 18,97 m   |                                          |
| 11      | Song Jiayuan        | Cina          | 18,50 m  | 18,18 m  | 18,90 m  |          |          |          | 18,90 m   | Miglior prestazione personale            |
| 12      | Sara Gambetta       | Germania      | 18,70 m  | x        | 18,71 m  |          |          |          | 18,71 m   |                                          |